# Medvezhya svadba
Medvezhya svadba é um filme de drama soviético de 1925 dirigido por Konstantin Eggert e Vladimir Gardin.

## Enredo
O filme se passa na Lituânia, na primeira metade do século XIX. O urso ataca a condessa, e como resultado ela perde o juízo e seu filho adquire patologia. E de repente, depois de algum tempo, ele ataca as camponesas.

## Elenco
- Konstantin Eggert como Kazimir Shemet
- Aleksandra Kartseva como Adelina Shemet
- Yuri Zavadsky como Olgerd Keystut
- Natalya Rozenel como Panna Mariya Ivinskaya
- Vera Malinovskaya como Yulka
- Boris Afonin como Yan Bredis
- Aleksandr Geirot como Vittenbakh
- Olga Lenskaya como Tuska
- Varvara Alyokhina como Adelina as old and demented
- A.G. Vostokov